# Paarde(n)bloemregel
De paarde(n)bloemregel was een regel uit het Groene Boekje van 1995 die vanaf 1996 voor de Nederlandse spelling had moeten gelden. 
In deze editie van het Groene Boekje was op grote schaal een tussen-n ingevoerd in samenstellingen met een als sjwa (stomme 'e', 'ə') uitgesproken interfix. 
Er werden echter enkele uitzonderingen gemaakt, bijvoorbeeld voor namen van planten waarvan het eerste deel een dierennaam was en het tweede deel de naam van een plant of deel daarvan. Deze samenstellingen werden zonder tussen-n geschreven; het werd dus bijvoorbeeld paardebloem en kattekruid, maar kattenstaart, aangezien kruid de naam van een gewas is en staart niet. Het werd tevens paardenvijg, omdat hier weliswaar het eerste deel een dieren- en het tweede deel een plantennaam, maar het geheel geen plantkundige aanduiding is.
Problemen bij het toepassen van deze regel waren dat de betekenis "deel" onduidelijk is bij plantennamen met meer dan twee delen zoals ape(n)-brood-boom (een woord uit het Groot Dictee der Nederlandse Taal van 2003) en hane(n)-spoor-doorn. Ook was de vraag of de omschrijving "plant of deel daarvan" van toepassing is op plantennamen als bere(n)klauw en leeuwe(n)tand, waarvan het tweede deel alleen in overdrachtelijke zin is gebruikt.
Derhalve werd in 1997 een commissie ingesteld door het NIBI, om voor de biologie een advies uit te brengen over de tussen-n in de spelling van namen van planten en dieren. Het eindoordeel werd gepubliceerd in BioNieuws van 13 december 1997. Daarbij is deze regel geschrapt. Er zijn van de 22e druk van de Heukels' Flora van Nederland dan ook twee versies: een uit 1996 met de spelling volgens de paardenbloemregel, en een latere (de "eerste bijdruk") zonder deze uitzonderingsregel. Bij de herziening van 2005 heeft ook het Groene Boekje zich hiernaar gevoegd.

## Achtergrond
Het is niet geheel bekend waarom de Taalunie in 1996 tot deze uitzonderingsregel om de tussen-n weg te laten, waarvan het nut onduidelijk is, heeft besloten. Ruud van der Meijden, sinds 1983 eindverantwoordelijke voor de Heukels, vertelt in de NRC van 5 november 2005, bij het verschijnen van de 23e druk van de flora het volgende:
Tien jaar geleden kon de nieuwe druk van de Heukels' nog net van de persen gehaald worden omdat de Taalunie in haar wijsheid een uitzondering had gemaakt: voor de tussen-n bij plantennamen. Van der Meijden: "Ik had het vooraf gevraagd, maar werd steeds afgepoeierd. De Heukels' staat vol met leeuwenbekken, ganzenvoeten en hanenpoten. Later zeiden ze: we dachten dat u die uitzondering prettig zou vinden. Dat hoor je dan achteraf. Ze hadden het me nooit gevraagd."
Onduidelijk blijft of de overweging dat het zo gemakkelijker zou zijn voor botanici daadwerkelijk een belangrijke drijfveer was achter het besluit tot invoering van de Paarde(n)bloemregel.

## Lijst van woorden
| Enkele namen waarvoor de paarde(n)bloemregel gold (dit is geen complete lijst) | Enkele namen waarvoor de paarde(n)bloemregel gold (dit is geen complete lijst) | Enkele namen waarvoor de paarde(n)bloemregel gold (dit is geen complete lijst) | Enkele namen waarvoor de paarde(n)bloemregel gold (dit is geen complete lijst) | Enkele namen waarvoor de paarde(n)bloemregel gold (dit is geen complete lijst) |
| Woord                                                                          | Groene Boekje                                                                  | Flora Heukels                                                                  | Flora Heijmans en Thijsse                                                      | Plant index                                                                    |
| ------------------------------------------------------------------------------ | ------------------------------------------------------------------------------ | ------------------------------------------------------------------------------ | ------------------------------------------------------------------------------ | ------------------------------------------------------------------------------ |
| Apenboom                                                                       |                                                                                |                                                                                |                                                                                | X                                                                              |
| Apenbroodboom                                                                  | X                                                                              |                                                                                |                                                                                | X                                                                              |
| Apennootje                                                                     | X                                                                              |                                                                                |                                                                                |                                                                                |
| Biggenkruid                                                                    | X                                                                              | X                                                                              | X                                                                              | X                                                                              |
| Bijenblad                                                                      |                                                                                |                                                                                |                                                                                | X                                                                              |
| Bijenorchis                                                                    |                                                                                | X                                                                              | X                                                                              | X                                                                              |
| Bokkenorchis                                                                   |                                                                                | X                                                                              | X                                                                              | X                                                                              |
| Drakenspar                                                                     |                                                                                |                                                                                |                                                                                | X                                                                              |
| Drakenwortel                                                                   |                                                                                |                                                                                |                                                                                | X                                                                              |
| Duivenboon                                                                     | X                                                                              |                                                                                |                                                                                |                                                                                |
| Duivenkervel                                                                   | X                                                                              | X                                                                              | X                                                                              | X                                                                              |
| Eendenkroos                                                                    | X                                                                              | X                                                                              | X                                                                              | X                                                                              |
| Ganzenbloem                                                                    | X                                                                              | X                                                                              | X                                                                              | X                                                                              |
| Garnalenplant                                                                  | X                                                                              |                                                                                |                                                                                | X                                                                              |
| Geitenruit                                                                     |                                                                                |                                                                                |                                                                                | X                                                                              |
| Hanendoorn                                                                     |                                                                                |                                                                                |                                                                                | X                                                                              |
| Hazendistel                                                                    | X                                                                              |                                                                                |                                                                                |                                                                                |
| Hazensla                                                                       |                                                                                |                                                                                | X                                                                              |                                                                                |
| Hazenzegge                                                                     |                                                                                | X                                                                              |                                                                                |                                                                                |
| Kattendoorn                                                                    | X                                                                              | X                                                                              | X                                                                              | X                                                                              |
| Kattenkruid                                                                    | X                                                                              | X                                                                              | X                                                                              | X                                                                              |
| Mottenkruid                                                                    |                                                                                |                                                                                | X                                                                              | X                                                                              |
| Muggenorchis                                                                   |                                                                                | X                                                                              | X                                                                              | X                                                                              |
| Muizendoorn                                                                    |                                                                                |                                                                                |                                                                                | X                                                                              |
| Muizengerst                                                                    | X                                                                              |                                                                                |                                                                                |                                                                                |
| Muizentarwe                                                                    | X                                                                              |                                                                                |                                                                                |                                                                                |
| Paardenbloem                                                                   | X                                                                              | X                                                                              | X                                                                              | X                                                                              |
| Paardenbloemstreepzaad                                                         | X                                                                              |                                                                                |                                                                                |                                                                                |
| Paardendistel                                                                  | X                                                                              |                                                                                |                                                                                |                                                                                |
| Paardengras                                                                    |                                                                                | X                                                                              | X                                                                              |                                                                                |
| Paardenkastanje                                                                | X                                                                              | X                                                                              | X                                                                              | X                                                                              |
| Paardenmunt                                                                    |                                                                                |                                                                                |                                                                                | X                                                                              |
| Paardenzuring                                                                  |                                                                                | X                                                                              |                                                                                |                                                                                |
| Schapengras                                                                    | X                                                                              |                                                                                | X                                                                              | X                                                                              |
| Schapenzuring                                                                  | X                                                                              | X                                                                              |                                                                                |                                                                                |
| Slangenden                                                                     |                                                                                |                                                                                |                                                                                | X                                                                              |
| Slangenkruid                                                                   | X                                                                              | X                                                                              | X                                                                              | X                                                                              |
| Slangenlelie                                                                   |                                                                                |                                                                                |                                                                                | X                                                                              |
| Slangenlook                                                                    |                                                                                | X                                                                              |                                                                                | X                                                                              |
| Slangenwilg                                                                    |                                                                                |                                                                                |                                                                                | X                                                                              |
| Slangenwortel                                                                  | X                                                                              | X                                                                              | X                                                                              | X                                                                              |
| Vinkenzaad                                                                     |                                                                                | X                                                                              | X                                                                              |                                                                                |
| Vliegenorchis                                                                  |                                                                                | X                                                                              | X                                                                              | X                                                                              |
| Vliegenzwam                                                                    | X                                                                              |                                                                                | X                                                                              |                                                                                |
| Vossenbes                                                                      | X                                                                              |                                                                                | X                                                                              | X                                                                              |
| Vossenboon                                                                     |                                                                                |                                                                                |                                                                                | X                                                                              |
| Wespenorchis                                                                   |                                                                                | X                                                                              | X                                                                              | X                                                                              |
| Zwanenbloem                                                                    | X                                                                              | X                                                                              | X                                                                              | X                                                                              |